# Ирод Антипа
Ирод Антипа или Херод Антипа (грч. Ἡρῴδης Ἀντίπατρος, Hērǭdēs Antipatros) (прије 20. п. н. е. - послије 39. н. е.) био је владар Галилеје и Переје од 4. године п. н. е. до 39. године н. е. с титулом тетрарха („владара четвртине“), син краља Ирода Великог и једне од његових жена - Самарјанке Малтаке.
По завјештању Ирода Великог, послије његове смрти Јудеја је била раздијељена између његових синова Архелаја, Филипа и Антипе. При томе је Архелај био дужан да наслиједи царску титулу, на коју је претендовао и Антипа. Међутим, римски цар Август, који је одобрио то именовање, „додијелио је Архелају половину царства са титулом етнарха и обећао да ће га подићи у царски чин, чим се покаже да је тога достојан. Другу половину је подијелио на двије тетрархије, које је дао осталој двојици Иродових синова“. Тако је Антипа добио само нижу титулу тетрарха.
Везу Ирода Антипe с Иродијадом, супругом његовог полубрата Филипа, јавно је осудио Јован Крститељ, што је био разлог утамничења и каснијег погубљења Јовановог. Према Марку, Антипа је био против Јовановог погубљења, „знајући да је он праведан и свет човјек“ (Марко 6:20), и пристао је на то само зато што је обећао Иродијадиној ћерки Саломији да ће јој испунити било коју жељу. Међутим, према Матеју, Антипа је сам „хтио да га убије, али се бојао народа, јер је био поштован као пророк“ (Матеј 14:5).
Лука — једини од јеванђелиста, који помиње сусрет Ирода Антипе са Исусом: Када је Исус био задржан, Понтије Пилат, „дознавши да је из подручја Иродива, посла га Ироду, који и сам бијаше у Јерусалиму оних дана. А Ирод, видјевши Исуса, веома се обрадова: јер је одавно желио да га види, пошто је много слушао о њему, и надаше се да ће видјети од њега неки знак. И постављаше му многа питања; али му он ништа не одговори. Стајаху пак првосвештеници и књижевници и жестоко га оптуживаху. А Ирод га понизи са својим војницима и наруга му се, обуче му бијелу хаљину и посла га натраг Пилату“ (Лк. 23:7-12). Лука пише, да је тај случај довео до побољшања претходно непријатељских односа између Пилата и Ирода и да је зато Пилат мога да изјави „… и не нађох на овоме човјеку ниједне кривице од оних за које га ви оптужујете; А ни Ирод, јер вам га натраг посла. И ето, није учинио ништа што би заслуживало смрт. Да га, дакле, казним и пустим“.
Ирод Антипа је успио да успостави пријатељске односе са царем Тиберијем и назвао је у његову част своју нову престоницу — Тиберијаду. Међутим, следећи цар, Калигула, предност је дао Ироду Агрипи, Антипином брату. Калигула је ослободио Агрипу из тамнице, у којој је био заточен пошто је пожелио Тиберију скору смрт, додијелио му царску титулу и назначио га за владара тетрархије умрлога Филипа (Јосиф Флавије, „Јудејске старине“ XVIII, гл. 6-7). Не могавши то да истрпи, Иродијада је приморала Антипу да се, упркос сопственом убјеђењу, обрати Калигули са молбом да њему додијели царску титулу. Међутим, када се Антипа упутио цару, Агрипа је послао пријаву, оптуживши Антипу да кује завјеру са парћанским царем Артабаном и да је саучесник у завјери са Сејаном. Коначно је 39. године н. е. Ирод Антипа послан у изгнанство у Лугдунум Конвенарум у Галији (савремени Сен-Бертран-де-Коменж). Тетрархија и имовина Антипина били су предати Агрипи. Иродијади је било предложено да остане под покровитељством брата (Агрипе), но она је одабрала да оде у изгнанство са мужем.
Према Флавију, Ирод је умро у изгнанству, док Касије Дион напомиње да је био убијен.